# GH엔터테인먼트의 음반
이 문서는 GH엔터테인먼트에서 발매한 음반 목록이다.

## 2010년대
- 2013년 10월 30일 틴트 - [Digital Single] 첫눈에 반했어
- 2014년 3월 28일 틴트 - [Digital Single] 늑대들은 몰라요
- 2014년 7월 9일 B.I.G - [Digital Single] 안녕하세요
- 2014년 10월 21일 B.I.G - [Digital Single] 준비됐나요
- 2014년 12월 12일 B.I.G - [Digital Single] Last Christmas
- 2015년 3월 6일 B.I.G - 밤과 음악 사이
- 2015년 11월 13일 B.I.G - 아이돌,지구를 지켜라 OST Part.1[1]
- 2015년 11월 19일 B.I.G - [Digital Single] Big Transformer
- 2016년 2월 1일 B.I.G - 무림학교 OST Part.2[2]
- 2016년 5월 17일 B.I.G - 아프로디테 (APHRODITE)
- 2016년 8월 8일 벤지 - [Digital Single] 듀엣[3]
- 2017년 2월 13일 B.I.G - [Digital Single] B.I.G Rebirth
- 2017년 5월 23일 B.I.G - [Digital Single] Hello Hello
- 2017년 6월 13일 희도 - [Digital Single] 2017 투르 드 코리아 (Tour de Korea)
- 2017년 7월 7일 B.I.G - [Digital Single] 기억할게요
- 2017년 8월 1일 애플비 - [Digital Single] 우쭈쭈
- 2017년 11월 13일 희도, 건민 - [Digital Single] Fly Day[4]
- 2018년 1월 31일 소야 - [Digital Single] SOYA Color Project Vol.1 `SHOW`
- 2018년 4월 10일 건민 X 희도 - [Digital Single] Don't Worry
- 2018년 4월 11일 소야 - 스위치 - 세상을 바꿔라 OST Part.2
- 2018년 4월 18일 소야 - [Digital Single] SOYA Color Project Vol.2 `OASIS`
- 2018년 4월 24일 진이형 - [Digital Single] 땡겨
- 2018년 7월 31일 소야 - [Digital Single] SOYA Color Project Vol.3 `Y-Shirt`
- 2018년 8월 11일 소야 - 내일도 맑음 OST Part.15
- 2018년 10월 17일 소야 - Artist
- 2018년 12월 6일 소야 - 대장금이 보고있다 OST Part.8
- 2019년 1월 8일 소야 - 은주의 방 OST Part.6
- 2019년 4월 24일 소야 - [Digital Single] 늘어진 우리의 연애
- 2019년 5월 4일 벤지 - JTBC 슈퍼밴드 Episode 3,4
- 2019년 5월 18일 벤지 - JTBC 슈퍼밴드 Episode 6
- 2019년 5월 21일 써드아이 - [Digital Single] DMT
- 2019년 9월 17일 써드아이 - [Digital Single] OOMM
- 2019년 9월 27일 소야 - [Digital Single] 이별에 베인 사랑까지도
- 2019년 11월 4일 B.I.G - [Digital Single] Illusion

## 2020년대
- 2020년 2월 21일 써드아이 - [Digital Single] Queen
- 2020년 6월 29일 써드아이 - Triangle
- 2020년 7월 14일 써드아이 - [Digital Single] Summer Special
- 2020년 12월 10일 하은 - [Digital Single] Winter Special
- 2021년 3월 4일 소야 - 안녕?나야! OST Part.3[5]
- 2021년 4월 1일 써드아이 - [Digital Single] Stalker
- 2021년 4월 25일 써드아이 - 어쩌다 가족 OST Part.11
- 2021년 8월 10일 트리플 세븐 - [Digital Single] Presente
- 2021년 11월 23일 B.I.G - [Digital Single] MR. BIG : FLASHBACK
- 2023년 11월 16일 써드아이 - [Digital Single] LOCO